# جزيرة إيمين
```
جزيرة إيمين 
(
بالبلغارية
: 
остров Емен
)‏
 جزيرة صخرية في الجزء الجنوبي الغربي من خليج هامبورغ على الساحل الشمالي الغربي لجزيرة 
أنفيرس
 في 
أرخبيل بالمر
 ، 
أنتاركتيكا
 .
[
1
]
 يبلغ طولها  920 مترًا في الاتجاه الجنوبي الشرقي إلى الشمال الغربي وعرضها 580 مترًا ، ويفصلها عن 
جزيرة أنفيرس
 في الجنوب وعن 
جزيرة بترليك
 إلى الشمال الغربي ممرات مائية جليدية بعرض 570 مترًا و 160 مترًا على التوالي. سميت الجزيرة باسم قرية إيمين  في بلغاريا.
```

## الموقع
تقع جزيرة إيمين شمال شرق جزيرة جيرلاش وتبعد حوالي 8,77 كم عن جنوب غرب نقطة بونيير . ظهرت في رسومات الخرائط البريطانية في عام 1974.